# Минчаково (Вологодская область)
Минчаково — деревня в Кирилловском районе Вологодской области.
Входит в состав Николоторжского сельского поселения, с точки зрения административно-территориального деления — в Волокославинский сельсовет.
Расстояние до районного центра Кириллова по автодороге — 35 км, до центра муниципального образования Никольского Торжка по прямой — 8 км. Ближайшие населённые пункты — Осник, Клемушино, Островки, Федяево, Сазоново, Шлюз № 5.
По переписи 2002 года население — 23 человека (9 мужчин, 14 женщин). Всё население — русские.